# ゾンビ

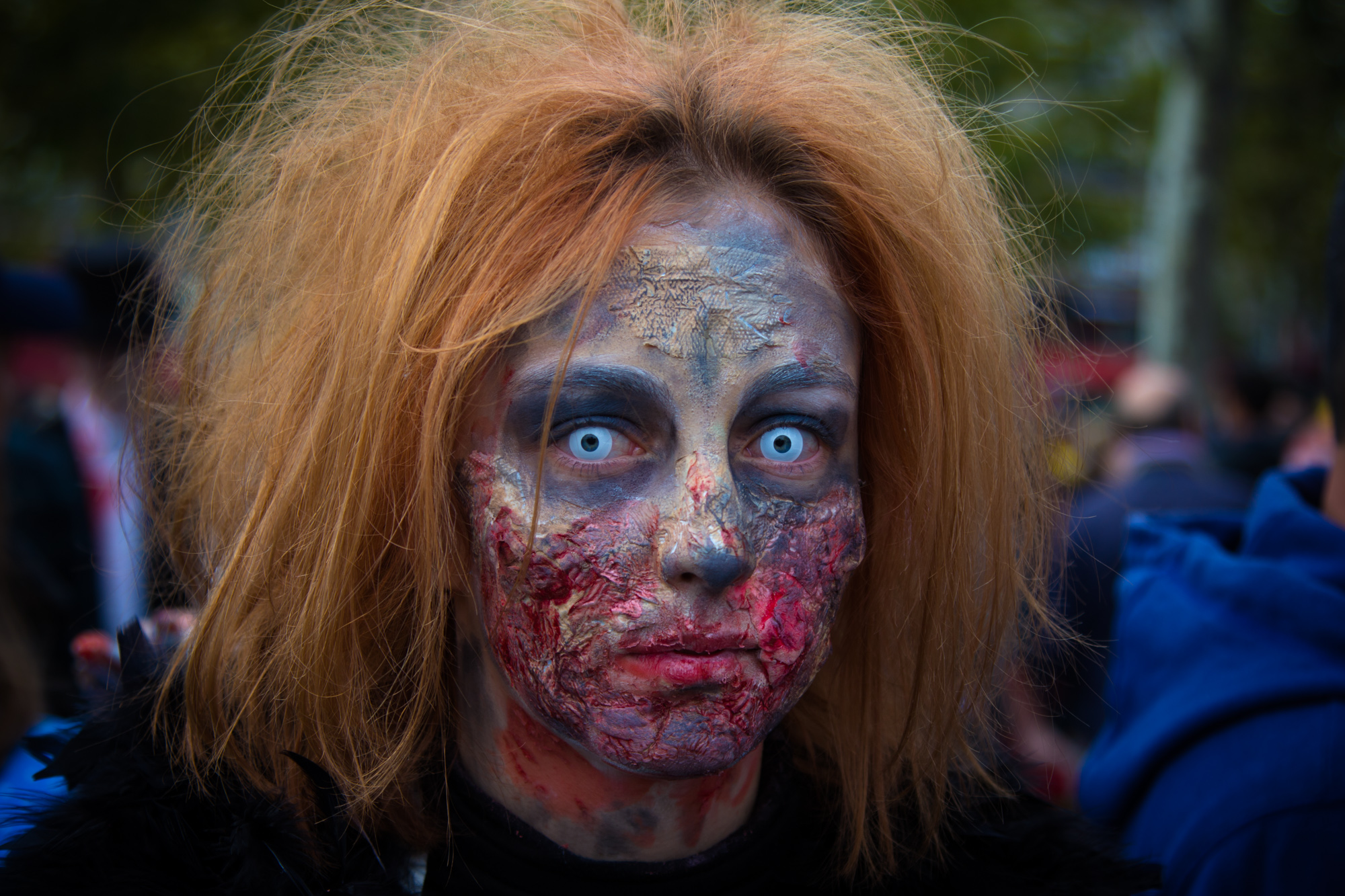
パリで開催された『Zombie Walk』でゾンビのコスプレをしている女性。（2017年）

ゾンビ（英語: zombie）は、何らかの力で死体のまま蘇った人間の総称である。多くはホラーやファンタジー作品などに登場し、「腐った死体が歩き回る」という描写が多くなされる架空の存在である。

## 現実におけるゾンビ

### 起源
「生ける死体」として知られており、ブードゥー教のルーツであるヴォドゥンを信仰するアフリカ人は霊魂の存在を信じている。こちらについては「目に見えないもの」として捉えている。

「ゾンビ」は、元はコンゴで信仰されている神「ンザンビ（Nzambi）」に由来する。「不思議な力を持つもの」はンザンビと呼ばれており、その対象は人や動物、物などにも及ぶ。これがコンゴ出身の奴隷たちによって西インド諸島のハイチに伝わる過程で「ゾンビ」へ変わった。

### 伝統的な施術

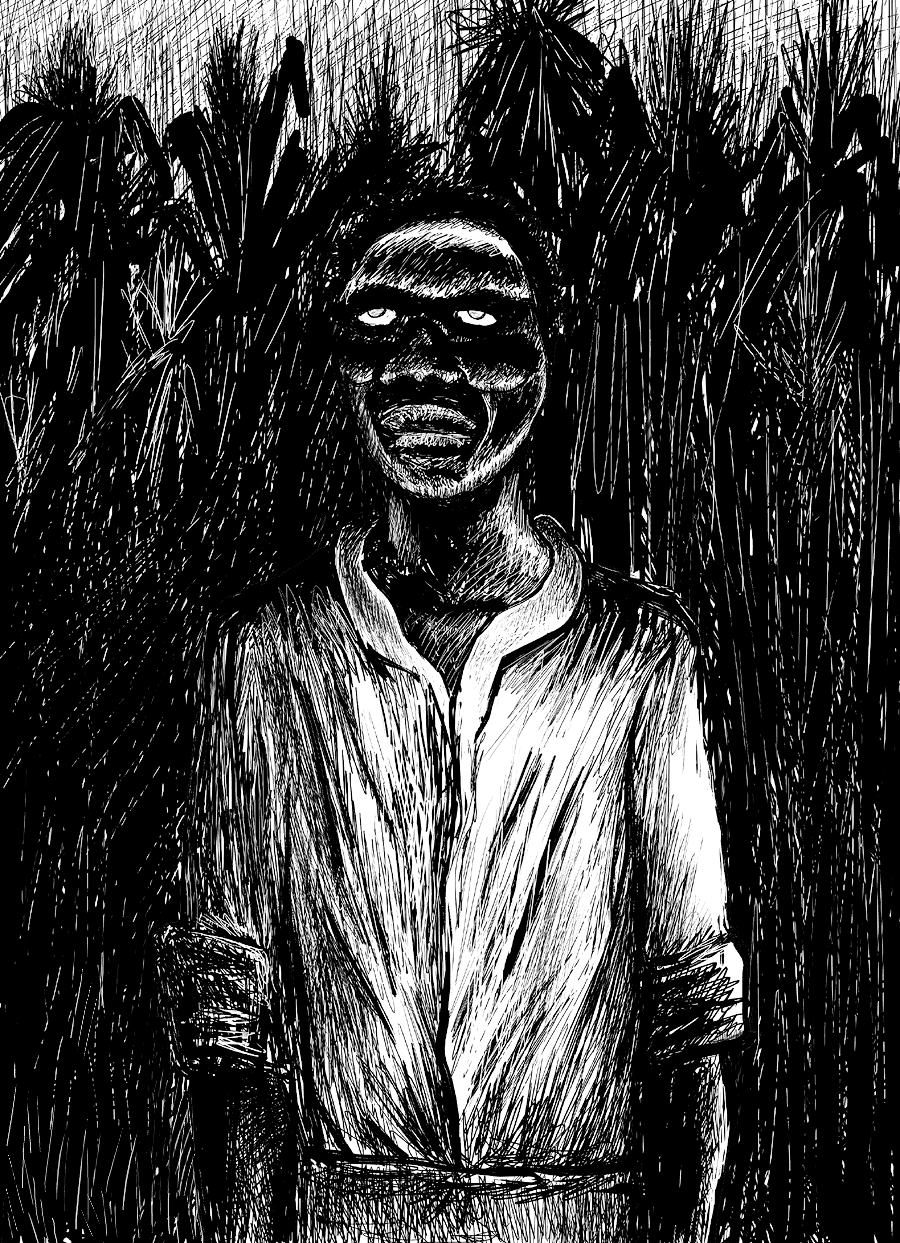
ハイチのゾンビのイラスト

この術はブードゥーの司祭の一つであるボコにより行われる。ボコの生業は依頼を受けて人をおとしめることである。ボコは死体が腐り始める前に墓から掘り出し、幾度も死体の名前を呼び続ける。やがて死体が墓から起き上がったところを、両手を縛り、使用人として農園に売り出す。死体の魂は壷の中に封じ込まれ、以後ゾンビは永久に奴隷として働き続ける。死人の家族は死人をゾンビにさせまいと、埋葬後36時間見張る、死体に毒薬を施す、死体を切り裂くなどの方策を採る。死体に刃物を握らせ、死体が起き出したらボコを一刺しできるようにする場合もあるという。
もちろん、名前を呼ばれて死体が蘇るはずもなく、農民たちによる言い伝えに過ぎない。ブードゥーを信仰しているハイチなどでは、今日でも「マーケットでゾンビを見た」などの話が多い。また、知的・精神的障害者の様子がたまたま死者に似ていたケースを取り上げ、「死亡した人がゾンビ化される事例がある」などとされることもある（#実情）。

### ゾンビ・パウダー
実際にゾンビを作るにあたって、ゾンビ・パウダーというものが使用される。ゾンビ・パウダーの起源はナイジェリアの少数民族であるエフェク人やカラバル人にあるとされる。西アフリカ社会では伝統的な刑法としてこの毒が用いられており、これが奴隷たちにより西インド諸島に持ち込まれた。一般に、「ゾンビ・パウダーにはテトロドトキシンが含まれている」と言われている。この毒素を対象者の傷口から浸透させることにより仮死状態を作り出し、パウダー全量に対する毒素の濃度がちょうど良ければ薬と施術により蘇生し、濃度が高ければ死に至り、仮死状態にある脳（前頭葉）は酸欠によりダメージを負うため、自発的意思のない人間＝ゾンビを作り出すことが出来る。ゾンビと化した人間は、言いなりに動く奴隷として農園などで使役され続けた。
これらは民族植物学者ウェイド・デイヴィス (Wade Davis) が自著で提唱した仮説であり、実際は事実に反する事項や創作が多く、例えばゾンビ・パウダーに使われているのはフグの仲間であるハリセンボンだと言われるが、ハリセンボンはテトロドトキシンを持っていない。また、テトロドトキシンの傷口からの浸透によって仮死状態にするという仮説には無理があるとの指摘もある。

### 実情
「ゾンビ化」とは、嫌われ者や結社内の掟を破った者に社会的制裁を加えるための行為であり、この場合の「死者」とは生命的生物的な定義ではなく、実質的には人間とは見なされずに共同体の保護と権利を奪われる、つまり「社会的な死者として扱われる」ことであると、ゾラ・ニール・ハーストンやアルフレッド・メトローなどの人類学者は、ゾンビに関する研究の早い時期から論じていた。
イギリス人の人類学者ローランド・リトルウッドがハイチで行った調査によれば、ゾンビとなってよみがえったとされる男性、ゾンビになってよみがえったとされる女性についての2例がそれぞれの父・姉から報告されたが、当人をCTスキャンにかけたところ異常はなく、DNA検査をしたところ、どちらも親子・姉妹関係のない他人の空似だったことが判明した。リトルウッドが当人から聞き取りをしたところ、知的障害が疑われる応答をしていたことから、ハイチにおいてゾンビとされる事例には、知的障害者を死んだ近親者と見間違えて誤認する例が多いのではないかとリトルウッドは考えた。その他も同様に、他人の空似のケースばかりであったことが報告されている。

## 架空世界におけるゾンビ

### 成立
映画史における最初のゾンビ登場は、1932年の『恐怖城』（ビデオ化名『ホワイトゾンビ』）と古い。この作品のゾンビは、人間を襲わず、人間をゾンビ化させることもない。この作品の人気を受けて、同種のゾンビ映画が多数製作された。
1968年のジョージ・A・ロメロのアメリカ映画『ナイト・オブ・ザ・リビングデッド』で、ゾンビに「噛んだ相手もゾンビになる」という吸血鬼の特徴が混ぜ込まれ、これが以後のゾンビ映画の基本構造となった。
ロメロのゾンビの原点は、リチャード・マシスンによる終末SF『地球最後の男』である。同作は「吸血鬼による人類の滅亡と主役の交代」というプロットだが、『ゾンビ』においては「やがて全生物が死滅し、最終的に地球は死の星となる」とされている。
近年の創作では、呪術や魔法的な手法に代わり、科学実験や特殊なウイルス感染、あるいは寄生虫によりゾンビ化するという設定が多く使われる。これらの作品には、パンデミックという形で被害が拡大するパニック物の様相を呈するものも多い。

### 受容・影響
ゾンビ作品に触発され、噛まれると感染する蘇った死体としてのキョンシーが香港映画で1980年代に確立した。
フィクション作品の中に登場するゾンビは、人間の遺体という設定でありながらエンターテイメントとして非人道的な暴力が加えられることが常となっている。1992年のドイツでは、映画『死霊のはらわた』の中でゾンビに加えられる暴力行為の表現が人間の尊厳を侵害しているとして、同ソフトの回収を求める裁判が行われた。連邦憲法裁判所は、ソフトの回収は検閲に相当することと、脱人格されたゾンビは人間には該当せず、ゾンビに対する暴力は人間の尊厳を侵害したことにはならないという理由により、訴訟を棄却する判決を下した。一方で、第三者が虚構の人物の尊厳を客観的に保護することの正当性を示す判例となった。
マイケル・ジャクソンのミュージック・ビデオ『スリラー』では、マイケル率いるゾンビに扮したダンスチームがダンスを行っている。
2011年には、アメリカ戦略軍の兵棋演習用テンプレートに「地球全体がゾンビに襲われる」というシナリオ「CONOP8888」が存在することが判明した。これは架空のシナリオを実際の軍事計画と勘違いしないよう、ありえない敵としてゾンビを設定したという。
イギリスでは2020年代からナイフを使った犯罪が増加しているが、「ゾンビ・ナイフ」と呼ばれるゾンビ映画にインスピレーションを得たデザインの刃物が多く使われており、おもちゃの剣を携帯しているだけで懲役と罰金が科されるほど取り締まりが強化されるようになった。

## 比喩としてのゾンビ
映画に登場するゾンビのようにふらつきながら緩慢に動く人間、終わった（死んだ）はずなのに動き続ける物、1度は停止した（死んだ）が何らかの理由で動き出す（復活する）物などをゾンビに喩える例がある。
- 実行終了中ではあるがメモリから消去されないプロセスを「ゾンビプロセス」と呼ぶことがある[12]。
- 保守が終了しているにもかかわらず使い続けられるオープンソースソフトウェアを「ゾンビOSS」と呼ぶことがある[13]。
- 超新星爆発が複数回起きた星を「ゾンビ星」と呼ぶことがある[14]。
- サバイバルゲームで被弾したことを申告せずにゲームを続ける者を「ゾンビ」と呼ぶことがある。
- 心の哲学では、仮定としての「物理的化学的電気的反応としては普通の人間と全く同じであるが、意識（クオリア）を全く持っていない人間」を「哲学的ゾンビ」と定義している。
- 経営が破綻しているにもかかわらず、金融機関や政府機関の支援によって存続している企業のことを、「ゾンビ企業」と呼ぶことがある[11]。
- 歩きスマホ中は下を向いてふらつきながらゆっくりと歩くようになるため、その挙動をゾンビに喩え「スマートフォンゾンビ（英: Smartphone zombie）」と呼ばれるようになった[15]。
- 日本の衆議院議員総選挙で導入されている重複立候補制度により、小選挙区選挙では落選したが、同時に行われる比例代表選挙で当選した議員のことを「ゾンビ復活」または「ゾンビ議員」などと呼ぶことがある[16][17]。
- 洗濯後に再び発生する洗濯物の臭いを「ゾンビ臭」と呼ぶことがある[18]。
- X（旧Twitter）などのソーシャル・ネットワーキング・サービス（SNS）において、広告収益を得ることを目的にインプレッション（閲覧回数）を増加させるための投稿を行うアカウントを「インプレゾンビ」と呼ぶ。
- 通信は不定期に復活するが、制御不能のまま軌道を周回するスペースデブリ状態の宇宙機を「ゾンビ衛星（英語版） 」と呼ぶ。
- フェンタニルなど薬物中毒者がゾンビのように見えるため[10]、中毒者が路上にあふれるフィラデルフィアのケンジントン地区などは「ゾンビ・タウン」と呼ばれている[19][10]。

## 参考画像

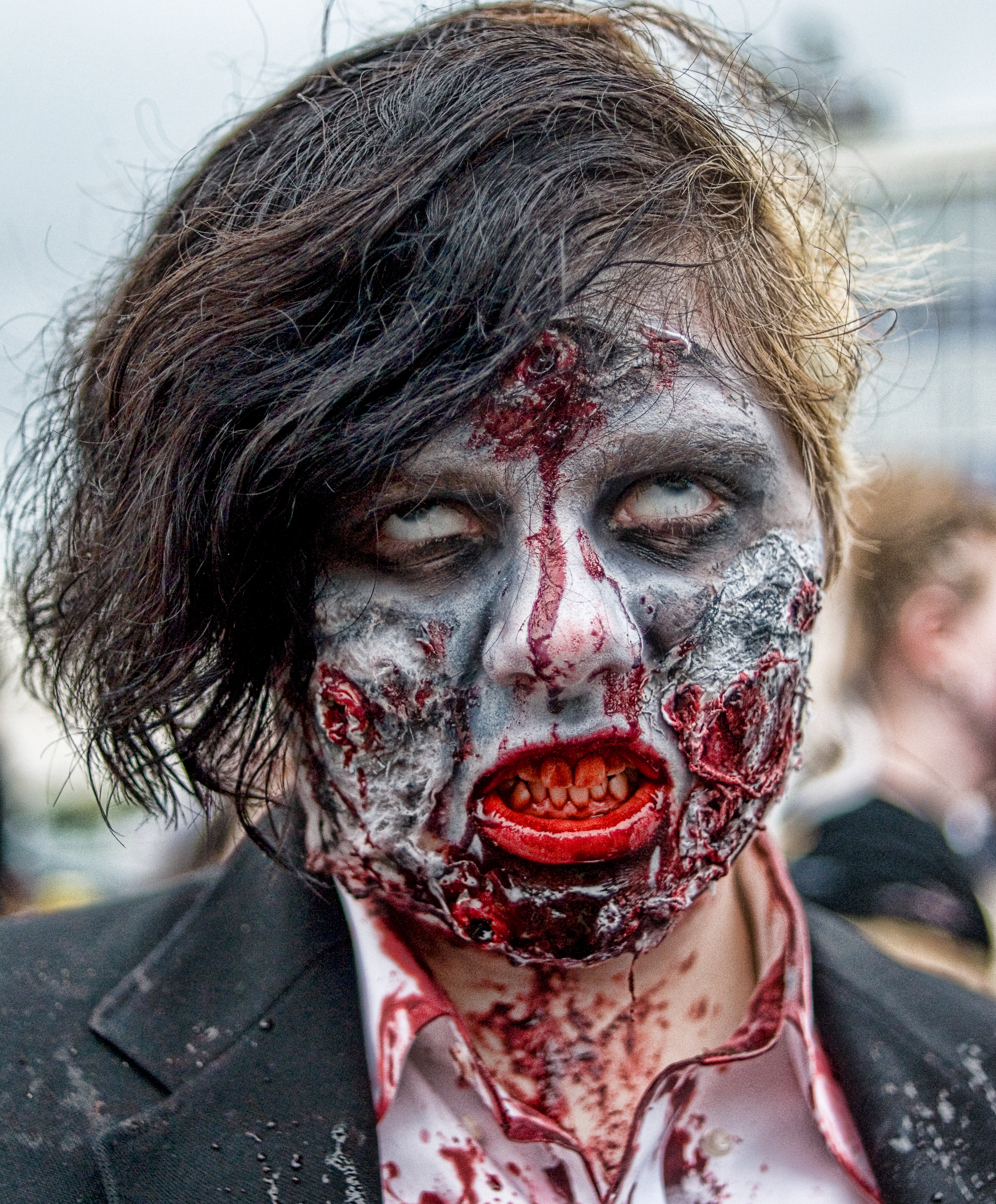
ゾンビの扮装をした人
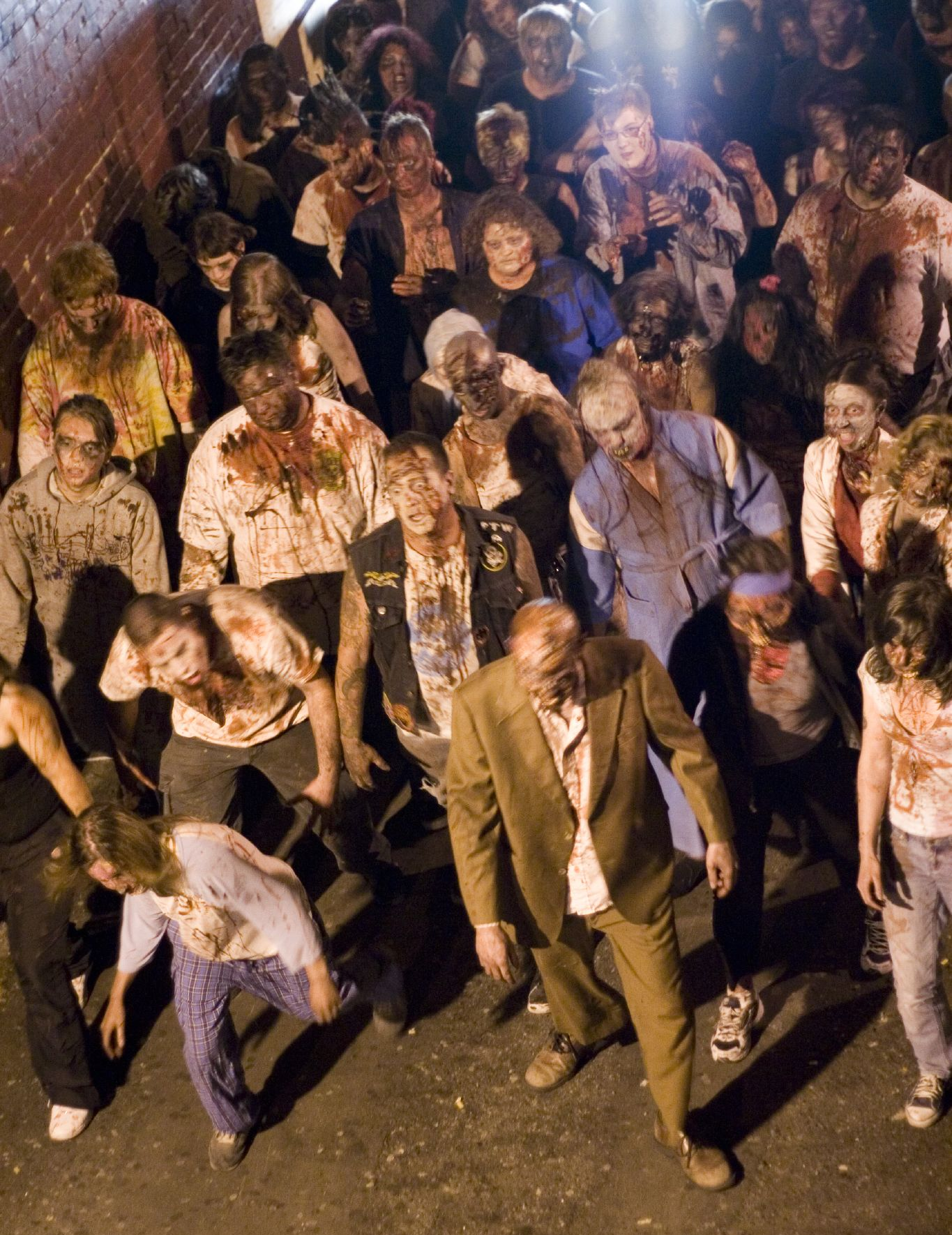
疫病や生物兵器などによる終末ものフィクションの中には、ゾンビもしばしば登場する

## 関連書籍・参考文献
- 『新・トンデモ超常現象60の真相』皆神龍太郎 志水一夫 加門正一 楽工社 ISBN 4903063070
- 『蛇と虹―ゾンビの謎に挑む』ウェイド・デイヴィス、田中昌太郎翻訳 草思社 ISBN 4794203136
- 『ゾンビ伝説―ハイチのゾンビの謎に挑む』ウェイド・デイヴィス、樋口幸子翻訳 第三書館 ISBN 4807498169
- 檀原照和 『ヴードゥー大全 : アフロ民俗の世界』 夏目出版 2006年 ISBN 9784860620073